# Моранба
Моранба (англ. Moranbah) — город в восточной части австралийского штата Квинсленд, центр района Айзак (англ. Isaac). Население города в 2016 году составило 8,735 человек, а население всего района — 22 тысячи человек (2008 год). Ближайший крупный город — Маккай (расположен в 150 километрах на северо-востоке).

## Добыча угля
В настоящее время наибольшее количество рабочих мест в районе Айзак создаёт угольная промышленность. Разработка месторождений ведется как открытым способом, в угольных разрезах, так и подземным способом, в шахтах. Добываемый уголь применяют как в качестве топлива, так и для нужд металлургии (каменноугольный кокс). Бо́льшая часть угля транспортируется по железной дороге в порт Маккайя, являющийся одними из крупнейших портов мира, специализированных на экспорт угля.